# Belmonte del Sannio
Belmonte del Sannio är en ort och kommun i provinsen Isernia i regionen Molise i Italien. Kommunen hade 708 invånare (2018).